# Sodraževa
Sodraževa (nemško Zedras) je naselje v Občini Bilčovs v Okraju Celovec-dežela na Koroškem v Avstriji.